# 久保修
久保 修（くぼ しゅう、2000年9月29日 - ）は、大阪府河内長野市出身のプロ野球選手（外野手）。右投右打。広島東洋カープ所属。

## 経歴

### プロ入り前
河内長野市立千代田小学校2年から野球を始め、河内長野市立千代田中学校時代は河内長野ボーイズに所属し投手、二塁手、遊撃手を兼任。
島根県の強豪・石見智翠館高等学校に進学。当初は内野手だったが、俊足と強肩を買われ1年秋に外野手に転向。3年夏は6番を打ち県大会決勝に進出したが、益田東に敗退。甲子園出場はなし。同期に4番打者を務めていた水谷瞬がいた。
野球は高校で辞めるつもりだったが、同高の末光章朗監督から、元プロ野球選手でコーチの伊勢孝夫が特別アドバイザーを務める大阪観光大学（近畿学生野球連盟所属）で野球を続けることを勧められ、当時大阪観光大の監督を務めていた山本樹（元ヤクルト）が末光監督と同学年だった縁もあり進学。1年春からベンチ入り。同期のチームメイトに尾田剛樹がいた。
大学2年の夏に左足首を捻挫し、コロナによる自粛も重なり野球から遠ざかった時期があったが、特別アドバイザーの伊勢から「お前がプロに行って活躍する姿を見るのがワシの夢なんや」と声を掛けられ、伊勢の指導で課題だった打撃を見直し、主に1番打者として2年秋と3年秋に二部でベストナイン、4年春に一部でベストナインを受賞した。
2022年10月20日に行われたドラフト会議では、広島東洋カープから7位指名を受けた。支配下選手69人中68番目の指名であった。11月15日、契約金2500万円、年俸600万円（推定）で仮契約を結んだ。背番号は56。大阪観光大学からは創部11年目で初のプロ野球選手となった。

### 広島時代
2023年は春季キャンプで左手首を捻挫し、離脱。その後、二軍で61試合に出場し、打率.190を記録。9月20日に一軍登録されたが、一軍出場はないまま、9月22日に登録を抹消された。
2024年は開幕一軍メンバー入りし、3月30日の横浜DeNAベイスターズ戦で代打としてプロ初出場を果たした。その後、19試合出場で打率.059、0本塁打、0打点と結果を残せず、5月11日に出場登録を抹消された。7月30日、「左腓骨筋腱脱臼修復術」を受けたことが発表された。

## 選手としての特徴・人物
50メートル走5秒9、遠投120メートル。担当スカウトの鞘師智也は「足と肩は100%通用する」と評している。

## 詳細情報

### 年度別打撃成績
| 年 度     | 球 団     | 試 合 | 打 席 | 打 数 | 得 点 | 安 打 | 二 塁 打 | 三 塁 打 | 本 塁 打 | 塁 打 | 打 点 | 盗 塁 | 盗 塁 死 | 犠 打 | 犠 飛 | 四 球 | 敬 遠 | 死 球 | 三 振 | 併 殺 打 | 打 率 | 出 塁 率 | 長 打 率 | O P S |
| --------- | --------- | ----- | ----- | ----- | ----- | ----- | -------- | -------- | -------- | ----- | ----- | ----- | -------- | ----- | ----- | ----- | ----- | ----- | ----- | -------- | ----- | -------- | -------- | ----- |
| 2024      | 広島      | 19    | 18    | 17    | 1     | 1     | 0        | 0        | 0        | 1     | 0     | 0     | 0        | 0     | 0     | 0     | 0     | 1     | 8     | 0        | .059  | .111     | .059     | .170  |
| 通算：1年 | 通算：1年 | 19    | 18    | 17    | 1     | 1     | 0        | 0        | 0        | 1     | 0     | 0     | 0        | 0     | 0     | 0     | 0     | 1     | 8     | 0        | .059  | .111     | .059     | .170  |

- 2024年度シーズン終了時

### 年度別守備成績
| 年 度 | 球 団 | 外野  | 外野  | 外野  | 外野  | 外野  | 外野     |
| 年 度 | 球 団 | 試 合 | 刺 殺 | 補 殺 | 失 策 | 併 殺 | 守 備 率 |
| ----- | ----- | ----- | ----- | ----- | ----- | ----- | -------- |
| 2024  | 広島  | 17    | 13    | 0     | 0     | 0     | 1.000    |
| 通算  | 通算  | 17    | 13    | 0     | 0     | 0     | 1.000    |

- 2024年度シーズン終了時

### 記録
初記録
- 初出場・初打席：2024年3月30日、対横浜DeNAベイスターズ2回戦（横浜スタジアム）[12]、6回表に大道温貴の代打で出場、平良拳太郎から中飛
- 初先発出場：2024年4月4日、対東京ヤクルトスワローズ2回戦（MAZDA Zoom-Zoom スタジアム広島）、「8番・中堅手」で先発出場
- 初安打：2024年4月16日、対横浜DeNAベイスターズ4回戦（MAZDA Zoom-Zoom スタジアム広島）、8回裏に森原康平から左前安打[15]
- 初盗塁：2025年6月27日、対中日ドラゴンズ9回戦（バンテリンドーム ナゴヤ）、8回表に二盗（投手：清水達也、捕手：石伊雄太）

### 背番号
- 56（2023年[7] - ）